# Silvano Ceccherini
(Silvano Ceccherini, Sassi su tutte le strade, Rizzoli, 1968)
Silvano Ceccherini (Livorno, 24 marzo 1915 – Minusio, 21 dicembre 1974) è stato un anarchico e scrittore italiano, nonché soldato della Legione Straniera Francese.

## Biografia
Nato a Livorno nel 1915, Ceccherini, soprannominato il "Jean Genet italiano" per le esperienze di vita comuni a quelle dello scrittore francese, abbandonò gli studi alla quarta elementare e a sedici anni d'età si diede alla piccola delinquenza. Scaricatore di porto, anarchico, vagabondo, rapinatore e bandito della pineta del Tombolo, dal 1934 al 1939 prestò servizio per cinque anni nella Legione straniera francese. Arruolato a Sidi Bel Abbes, Ceccherini fu addestrato al 1º Reggimento straniero a Saida e dopo quattro mesi fu trasferito al 2° RE a Meknès in Marocco. Descrisse la sua avventura legionaria nel romanzo "Sassi su tutte le strade", edito nel 1968.
Nel 1940 durante il servizio nella Regia Marina, fu condannato a cinque anni di carcere militare per aver picchiato un ufficiale. Fuggito nel 1944, visse nell'immediato dopoguerra nella pineta del Tombolo, ai margini del campo militare dell'esercito americano, in una tenda con una prostituta, di traffici illeciti e rapine. Catturato dopo uno scontro a fuoco con la polizia, subì un'altra condanna a diciotto anni di reclusione che scontò nei penitenziari di Pisa, San Gimignano, Saluzzo e per la maggior parte nel carcere di massima sicurezza di Porto Azzurro.
Scarcerato, visse in Francia e in Svizzera per ritornare nel 1973, ormai malato, a Livorno, ove morì l'anno seguente, nel 1974.

Ceccherini esordì nella letteratura italiana nel 1963 con il romanzo La traduzione, basato sulle proprie esperienze di carcerato, ed ebbe un discreto successo sia in Italia che all'estero.

## Opere
- Poesie della anarchia, 1963
- La traduzione, Garzanti 1963. (Premio Prato)
- La signorina della posta, Feltrinelli, 1964, SBN RAV0059576. (Premio Nazionale Letterario Pisa 1965[4])
- Dopo l'ira, Rizzoli 1965.
- Un modo sbagliato di morire, Giardini ed., 1965.
- Lo specchio nell'ascensore, Rizzoli 1967.
- Sassi su tutte le strade, Rizzoli, 1968.
- L'avventuriero di Dio, Rizzoli, 1971.
- Un giorno uguale e diverso, 1973.
- Una favola, Belforte Editore Libraio, 1974, SBN LIA0001984.
- Il prezzo della saggezza, Bietti ed., 1974.